# Cephalodina capito
Cephalodina capito är en skalbaggsart som först beskrevs av Bates 1866. Cephalodina capito ingår i släktet Cephalodina och familjen långhorningar.
Artens utbredningsområde är Panama. Inga underarter finns listade.